# Batalla de Santa Clara (Consejo Popular)
Batalla de Santa Clara es un consejo popular en el municipio Camajuaní, provincia Villa Clara, Cuba. El consejo popular esta en los pueblos de Jutiero y Macagual, con algunos más asentamientos pequeño. El nombre del Consejo Popular es por la Batalla de Santa Clara, en 1958 en la Revolución Cubana.

## Geografía
Asentamientos en el consejo popular son: 
- Macagual
- Jutiero (oficialmente Chiqui Gómez)
- Puente Pavón
- Roberto Rodriquez (un CPA)
- La Pedrera
- Macagualito
- Camacho
- La Luisa
- Pirindingo
- Sagua la Chica
- Playa Juan Francisco
- Cere
- Cotica
- Puntilla

## Economía

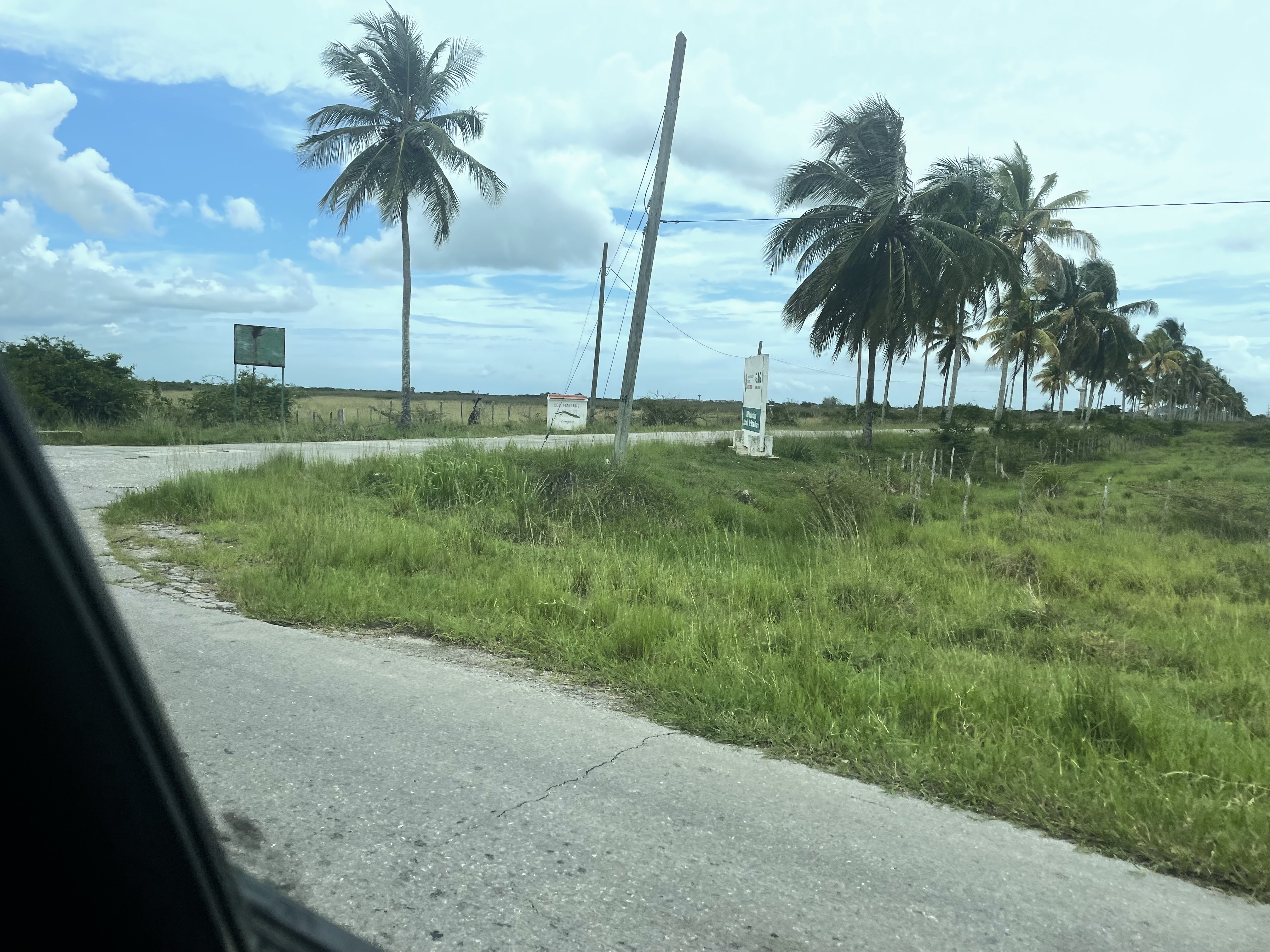
CCS Frank Pais y el UEB Industrial Batalla de Santa Clara

El consejo popular tiene la antigua CAI (Complejo AgroIndustrial) Batalla de Santa Clara en el Circuito Norte. Ahora el Consejo Popular tiene el CCS Frank Pais y el UEB Industrial Batalla de Santa Clara. El Consejo Popular tiene el Aerodome de Aeródromo Agrícola Jutiero.

## Delegados
El consejo popular tiene los Delegado Circunscripción de:
- Elier Hernández Carvajal #13
- Esteban Castro Leiva #21
- Manuel Yanes Arbelo #22
- Lino Ramón Vázquez Pérez #24
- Antonio R. Acosta González #31